# السلالة البقرادونية
كانت السلالة البقرادونية سلالة ملكية أرمنية حكمت مملكة أرمينيا القروسطية من نحو عام 885 حتى 1045. نشأوا باعتبارهم تبعًا لمملكة أرمينية القديمة، وارتقوا ليصيروا العائلة الأرمنية النبيلة الأبرز خلال فترة الحكم الإسلامي لأرمينية، وأسسوا في آخر الأمر مملكتهم الخاصة المستقلة. تضمن نطاقهم مناطق من مملكة أرمينية مثل شيراك وباغريفاند وكوغوتيف وسيونيك ولوري وفاسبوراكان وفاناد وتارون وتايك. وفقًا للمؤرخ المعاصر سيريل تومانوف، كانوا أسلاف السلالة البقرادونية الملكية الجورجية.

## تاريخها المبكر
ظهرت عائلة بقرادوني في البداية تحت اسم الناخارار، وهم أفراد في النبالة الموروثة الأرمنية، في بداية القرن الرابع الميلادي. منحتهم سلالة أرشاكوني، التي حكمت أرمينية من عام 52 حتى عام 428، حقوقهم الموروثة. أول أمير بقرادوني حدده المؤرخ سيريل تومانوف هو سْمْبات الأول، الذي عاش في حقبة التحول الأرمني إلى المسيحية (301 – 314 تقريبًا). بدءًا من سمبات، حمل آل بقرادوني لقب أصبهذ، ويعني «سيد الخيل» أو قائد سلاح الفرسان، وتاغادير، الذي يشير إلى امتيازهم في تتويج ملوك سلالة أرشاكوني عند ارتقائهم إلى العرش. تضمن نطاقهم منطقة سبير في وادي نهر كوروه في أرمينية العليا، التي كانت مشهورة بذهبها وفضتها، وتايك. زعم المؤرخ القروسطي الأرمني موفسيس خورينتاسي أنهم كان لهم سلف، هو سمبات، الذي جاء إلى أرمينية من جوديا في القرن السادس ق.م، لكن يعتبر المؤرخون المعاصرون هذا ابتداعًا غايته منح أصل إنجيليّ للعائلة. اقترح المؤرخ المعاصر سيريل تومانوف -  وهو خبير بارز في تاريخ المنطقة – بدلًا عن ذلك أن آل بقرادوني منحدرون من سلالة أورونتيد، وهي أول سلالة حاكمة يمكن التعرف عليها في أرمينية القديمة.
بعد الفتح الإسلامي لأرمينية في القرن السابع، غالبًا ما حمل أفراد من عائلة بقرادوني لقب إيشخان (أمير) لأرمينية، وإن كانوا خاضعين لحاكم مسلم أو أوستيكان يعينه الخليفة. شهدت فترة الحكم الإسلامي في أرمينية تدهور سلطة الماميكونيين في نفس الوقت الذي اكتسب فيه البقرادونيون مكانتهم البارزة، ذلك أن الأخيرين كانا مفضلين لدى الحكام المسلمين. في إبان انهيار الحكم الأمويّ في عام 748م، انضم الإيشخان البقرادوني آشوط الثالث على مضض إلى بقية النبلاء الأرمنيين في ثورة ضد الحكم الإسلامي. أُعمي آشوط بأمر من غريغور ماميكونيان بعد محاولته الانسحاب من الثورة، والتي فشلت بعد وفاة غريغور في عام 794. أُعيد آشوط «الأعمى» إلى الحكم الاسمي باعتباره إيشخان بعد أن أعاد العباسيون ترسيخ الحكم الإسلامي في أرمينية في عام 750. في عامي 774 -775، قاد السبارابت سمبات السابع البقرادوني النبلاء الأرمن في ثورة فاشلة ضد الخليفة العباسي، على الرغم من أن جزءًا من آل بقرادوني عارض التمرد. قُتل سمبات في معركة باغريفاند إلى جانب موشيغ ماميكونيان والكثير غيره من النبلاء الأرمن. بعد التمرد الفاشل، خسر البقرادونيون السيطرة على مناطقهم في تموريك وكوغوفيت وممتلكاتهم في فاسبوراكان، وإن كانت خسائرهم أقل فداحة من خسائر بقية العائلات النبيلة الأرمنية.
استعاد آشوط مْساكير ابن سمبات السابع ثروات العائلة في القرن التاسع عبر شن حرب على الأمير المُسلم المحلي مع بقائه مواليًا للخليفة العباسي. أعاد آشوط مساكير كسب عدد من المناطق لعائلة بقرادوني، والتي قُسمت بين أبنائه: بغراط الثاني، الذي حصل على تارون وساسون إلى جانب اللقب الجديد «أمير الأمراء» (إيشخان إيشخاناتس)، وسمبات «المُعترف»، الذي تلقى لقب سبارابيت وملكية سبير وتايك. في غضون ذلك، رسخ فاساك عمّ أشوك مساكير نفسه في منطقة إيبيريا الجورجية، وصار أشوك الأول حفيد فاساك أول حاكم لإيبيريا من السلالة البقرادونية في نحو عام 813. حكم هذا الفرع من العائلة باعتبارهم ملوك جورجيا لقرون تحت اسم آل بقرادوني.